# Agència governamental

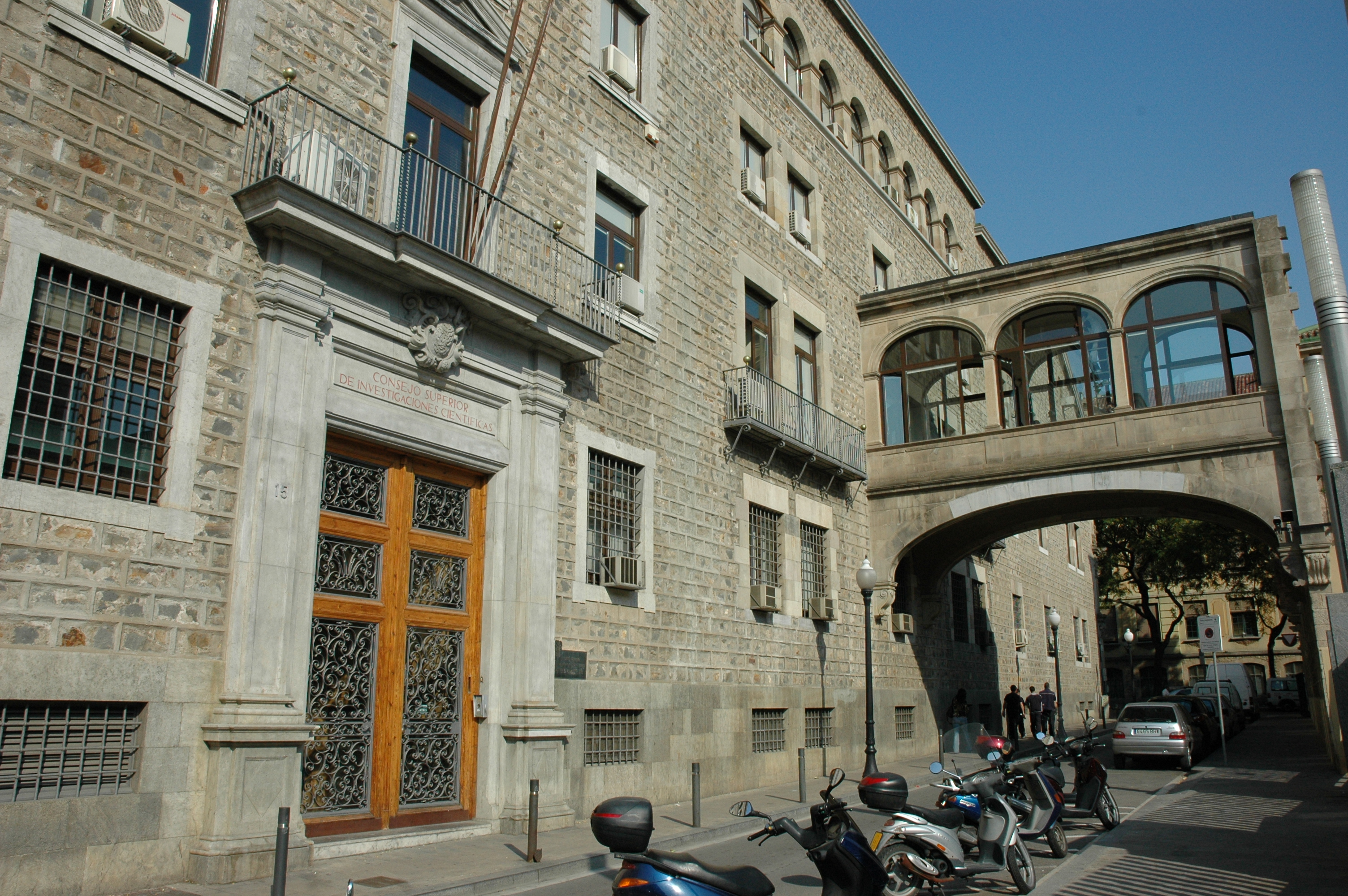
Delegació a Catalunya Organisme Autònom CSIC al Raval

Un organisme autònom o agència governamental és un organisme públic amb un determinat grau d'autonomia de gestió. Les autoritats reguladores són l'exemple més corrent d'aquest tipus d'organisme. No obstant això la determinació de quines característiques ha de tenir un organisme autònom no és homogènia internacionalment.